# 烏帕利卡 (密蘇里州)
烏帕利卡（英語：Upalika）是位於美國密蘇里州韋恩縣的鬼鎮。

## 歷史
烏帕利卡的郵局於1892年設立，其後於1927年停運。

## 地理
烏帕利卡所處的海拔為高於海平面224米（即735英呎），而該地所採用的時區為UTC-6，即北美中部時區（CST）。同時該地設有夏令時間，為UTC-6調快一小時，即UTC-5（CDT）。